# Cayres
 Cayres  es una población y comuna francesa, situada en la región de Auvernia, departamento de Alto Loira, en el distrito de Le Puy-en-Velay. Es el chef-lieu del cantón de Cayres.

## Demografía
| 791 | 699 | 614 | 589 | 511 | 613 |
| Para los censos de 1962 a 1999 la población legal corresponde a la población sin duplicidades (Fuente: INSEE [Consultar]) |     |     |     |     |     |